# Trichopolia
Trichopolia é um gênero de traça pertencente à família Arctiidae.